# آنالومینک (پنسیلوانیا)
آنالومینک (به انگلیسی: Analomink) یک منطقهٔ مسکونی در ایالات متحده آمریکا است که در پنسیلوانیا واقع شده است. آنالومینک ۲۶۲٫۷۴ متر بالاتر از سطح دریا قرار دارد.